# Berna Laçin

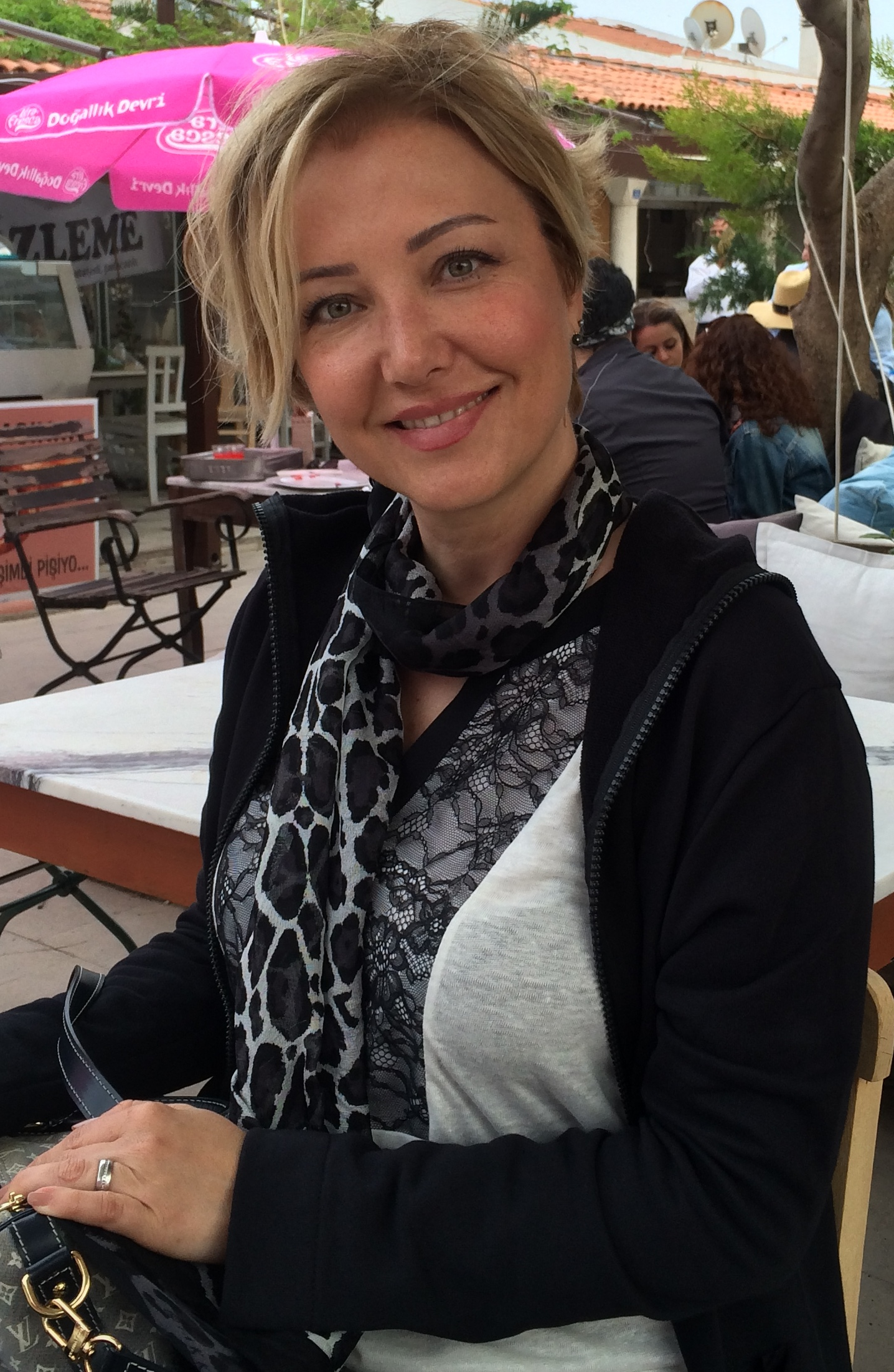
Berna Laçin (2016)

Berna Laçin (* 20. August 1970 in Karşıyaka) ist eine türkische Schauspielerin und Fernsehmoderatorin.

## Leben und Karriere
Laçin studierte an der Mimar Sinan Üniversitesi
und spielte an zahlreichen Fernsehserien wie Gökkuşağı, Böyle mi Olacaktı, Ateş Dansı, Evdeki Yabancı und Belalı Baldız. Außerdem trat sie in vier Kinofilmen auf. Neben ihrer Schauspielkarriere hat Laçin in der Moderation gearbeitet.
Am 23. April 2009 hat sie das Fest Ulusal Egemenlik ve Çocuk Bayramı moderiert. 2010 hat sie gelegentlich die Sendung Her Şey İçin Berna Laçin auf ATV moderiert.
Sie ist Mutter eines Kindes.

## Filmografie
Filme
- 1990: Koltuk Belası
- 1993: Kızılırmak Karakoyun
- 1995: Bir Kadının Anatomisi
- 2019: Merhaba Güzel Vatanım

Fernsehserien
- 1990: Sevdiğim Adam
- 1991: Yarına Gülümsemek
- 1995: Gökkuşağı
- 1995: Sahte Dünyalar
- 1997: İlk Aşk
- 1997: Böyle mi Olacaktı
- 1998: Ateş Dansı
- 2000: Evdeki Yabancı
- 2002: Seni Yaşatacağım
- 2004: Bir Dilim Aşk
- 2005: Belalı Baldız
- 2007: Yıldızlar Savaşı
- 2013–2014: Aşk Ekmek Hayaller
- 2022: Maske Kimsin Sen?